# Махкамова, Зулайхо Бахриддиновна
Зулайхо Бахриддиновна Махкамова (узб. Zulayho Bahriddinovna Mahkamova; род. 29 августа 1968 года, Янгикурганский район, Наманганская область, Узбекская ССР, СССР) — узбекский государственный деятель. Заместитель Премьер-министра Узбекистана — председатель Комитета по делам женщин и семьи с 1 марта 2022 года, заместитель Премьер-министра с декабря 2022 года. 

## Биография
Зулайхо Махкамова родилась 29 августа 1968 года в Янгикурганском районе Наманганской области. Получила высшее образование по специальности педагог в Наманганском государственном педагогическом институте, впоследствии также окончила Академию государственного и общественного строительства.
С 1989 по 1998 годы работала в системе народного образования. В 1998 году перешла на работу в хокимият Янгикурганского района на должность заместителя хокима. С 2011 по 2017 годы возглавляла объединение профсоюзных организаций Наманганской области. С 2017 по 2018 годы занимала пост заместителя хокима Наманганской области – председателя областного комитета женщин. 4 марта 2020 года была назначена хокимом Туракурганского района Наманганской области. 
1 марта 2022 года Законодательная палата утвердила Зулайхо Махкамову на должности заместителя Премьер-министра Узбекистана — председателя восстановленного Комитета по делам женщин и семьи. В декабре 2022 года покинула пост председателя комитета оставшись на посту вице-премьера. Сохранила свой пост в новом правительстве утверждённом 21 ноября 2024 года.

## Награды
- Орден «Мехнат шухрати» - 4 марта 2021 года[7].